# Friedrich Heinrich Basse
Friedrich Heinrich Basse (* 6. Januar 1773 in Elze; † 23. Januar 1829 in Bremen) war ein deutscher Apotheker und Physiker.

## Leben und Werk
Basse war Sohn des Senators, Brauers und Chirurgius Johann Friedrich Basse. Als Apothekergehilfe in der Ratsapotheke in Hameln war er mit den medizinischen, auf galvanischen Strömen beruhenden Geräten seiner Zeit vertraut. Er veröffentlichte Aufsätze zu Themen aus der Chemie. Er schrieb über Versuche mit Salzsäure, über Naphtha oder die Auflösung von Phosphor in Weingeist. Er arbeitete auch im Bereich der Physik. Seine Entdeckung der elektrischen Leitfähigkeit des Erdbodens beschreibt er sehr ausführlich in den Annalen der Physik im Jahre 1803. Obwohl angekündigt, veröffentlicht er keine weiteren Versuche. Auch ist nicht bekannt, ob er noch als Apotheker gearbeitet hat. 1817 übernimmt er eine Bleiweißfabrik in Bremen.

## Schriften
- Galvanische Versuche und Beobachtungen, die Leitung des Galvanisch-electrischen Fluidums betreffend; angestellt mit einer Voltaischen Säule aus 70 zweizölligen Metallplatten-Paaren von Kupfer und Zink. In: Annalen der Physik 14, 1803, 25–37. doi:10.1002/andp.18030140503

| Personendaten    | Personendaten                    |
| ---------------- | -------------------------------- |
| NAME             | Basse, Friedrich Heinrich        |
| KURZBESCHREIBUNG | deutscher Apotheker und Physiker |
| GEBURTSDATUM     | 6. Januar 1773                   |
| GEBURTSORT       | Elze                             |
| STERBEDATUM      | 23. Januar 1829                  |
| STERBEORT        | Bremen                           |